# Rinus de Jong
Rinus de Jong (Rotterdam, 19 marzo 1934 – 13 maggio 2024) è stato un cestista olandese.

## Carriera
Con i Paesi Bassi disputò i Campionati europei del 1961.